# Блок маніфольда

Приклад блоку маніфольда у складі цементувального агрегата ЦА-320: 1 – шасі автомобіля КрАЗ-250; 2 – нагнітальний насос; 3 – маніфольд; 4 – мірний бак.

Блок маніфо́льда (англ. manifold block; нім. Manifold-Block) — комплект напірного і приймально-роздавального колекторів, змонтований на шасі автомобіля і призначений для обв'язування насосних агрегатів між собою і гирловим устаткуванням під час нагнітання рідини у свердловину.